# Шукууп
Шукууп або Імперія Шукууп — маянська держава на південних низинах (територія сучасного західного Гондурасу та східної Гватемали), що утворилася на початку V століття. У середині VIII ст. пережило часткову політичну кризу, від якої оговталося через 30 років. Зрештою остаточно занепало у середині IX ст.

## Заснування
Предки мая оселилися на території майбутньої держави близько 1000 року до н. е. Втім досі ще замало інформації стосовно ранньої історії Шукуупського царства. Додинастична історія царства являє собою окремі дати і події, які майже не пов'язані між собою, відстоять один від одного на десятки або сотні років. Першою датою є 321 рік до н. е., втім дослідники поки що не з'ясували, чого вона стосується. Наступна дата — 159 рік н. е. — відноситься до здійснення церемоній, проте ще точаться суперечки щодо їх відношення до історії Шукуупа. За гіпотезою вченого Девіда Стюарта дата на стелі 1 (160 рік) відноситься до часу заснування царства. Втім поки що ця теорія не має безперечного підтвердження. Також відомі два написи 376 та 416 років у зв'язку із завершенням к'атунів, але досі тривають їхні дослідження.
Вважається, що як царство Шукууп постає у V ст. із заснуванням династії зі столицею у м. Хушвінтік (тепер відомого як Копан). Засновником династії у 426 році вважається К'ініч-Яш-К'ук'-Мо. Вважається, що у здобутті влади він отримав допомогу від Теотіуакана. За ще однією версією, К'ініч-Яш-К'ук'-Мо повалив стару династію Шукуупа, заснувавши нову, а сліду діяльності I династії царів були знищені. За деякими відомостями, К'ініч-Яш-К'ук'-Мо було пов'язано родинними зв'язками з династією царства К'анту. Водночас засновник династії зміцнив своє становище завдяки шлюби з представницею місцевої аристократії у 427 році.
Вже за цього ахава (царя) починається активна зовнішня політика — було підкорено царство Цу'со. При цьому союзницькі відносини з Теотіуаканом зберігалися. Наступні царі продовжили цю політику.
З часів другого царя — К'ініч-Пополь-Холя — починається значне будівництво, столиця держави постійно розбудовується. В цей період були створені стела 63, один з найважливіших ранньокласичних монументів Хушвініка, та майданчик для гри у м'яч. Про третього царя — Йа…-Чана нічого невідомо.
Будівельні роботи у Хушвініку продовжені були за Туун-Каб'-Хіша (інший варіант імені Ку-Іш), що володарював над Шукуупом у 460-х роках. Втім про зовнішню політику в цей час немає жодних відомостей. Наступний правитель Йух- … відомий лише за зображенням на вівтарі Q, згадуванню в списку перших п'яти царів на щаблі з ранньої версії «Храму 11», повідомленням про його воцаріння на ієрогліфічні сходах. Дата правління його відноситься до 476 року. Ще менше даних про шостого царя — Муяль-Холя (вважається, що він деякий час володарював у середині 480-х років).
В часи царя Б'алам-Не'на (524—532) відбувається встановлення союзницьких відносин з царствами К'анту та Кануль. За царя Ві'-Йоль-К'ініча здійснювалися роботи з розширення столичного «акрополя». Так, 542 року ахав висвятив спорудження Анте, поховане тепер під східним майданчиком акрополя. Головним проектом стало будівництво Розаліли — нового святилища для вшанування пам'яті засновника династії, зведеного над ранніми версіями «Храму 16» і гробницею К'ініч-Йаш-К'ук'-Мо. Про діяльність царів — Сак-Лу (551—553) та Ці'-Б'алама (553—578) замало відомостей.

## Піднесення
На час володарювання ахава К'ак'-Уті'-Чана приходиться політичний і економічний розквіт держави. Це відбилося на значних будівельних проектах і стрімкому росту населення царства. Із зовнішньої політики знано лише про підпорядкування Хушвініку царства Бам (поселення Лос-Ігос). В цей період або за його наступника володаря Шукуупа приймають титул південний калоомте (на кшталт імператора півдня області мая). При цьому зберігається політичний союз з Мутульським царством.
Розширення впливу царства продовжується за К'ак'-Уті'-Віц'-К'авііля (628—695), коли Шукуупу підкорялися держава Цу'со, поселення Пусільха, Нім-Лі-Пуніт (північ сучасного Белізу). Загалом в цей період Шукууп охоплював територію сучасної південно-східної Гватемали та південно-західного Гондурасу. Могутність царства відбулася у численних забудовах: завершено «Будівлю 2», позначивши північний кордон Головної площі, зведені нове святилище (відоме тепер під назвою Чорча), 7 монументів, також встановлені численні стели — 2,3, 10, 12, 13, 19.

## Послаблення
Тривалий час царі Шукуупа зберігають свій вплив на навколишні царства, про що свідчить продовження будівництва у столиці: нові стели, піраміди, «Храм 22», оновлений «Храм 16», заново переобладнано майданчик для гри у м'яч. Цей період розквіт скульптури Хушвініка (Копана). Водночас застосовувалися військові заходи щодо збереження залежності сусідніх царств. Так, у 718 році цар Вашаклахуун-Уб'аах-К'авііль завдав поразку невеличкій державі Шкуй, що мала намір здобути самостійність. У 720-х роках переможені царства Ціпті, Пув і Бам. При цьому ахави шукууп за величчю порівнюють тепер себе з Канульським царством.
Зрештою це викликало невдоволення володарів Кануля. Останні змогли перетягнути на свій бік царів Цу'со, давніх васалів Шукуупського царства. В результаті цього у 738 році останнє повстало проти влади Хушвініка. Того ж року війська Вашаклахуун-Уб'аах-К'авііля зазнали нищівної поразки, самого царя схоплено і страчено. Цар Цу'со К'ак'-Тілів-Чан-Йо'паат намагався зайняти трон Шукуупського царства, прийнявши титули «чорний володар Шукуупа» (навіть позначав себе 14-м царем Шукуупа) і південний калоомте. Проте це йому не вдалося, оскільки в цей момент союзник шукуупської династії — Мутульське царство здобуло перемогу над Канульським царством, союзником держави Цу'со.
Втім військове, політичне і економічне становище Шукуупа залишалося складним. Намагання царя К'ак'-Хоплах-Чан-К'авііля (738—749) більше були спрямовані на утримання влади та забезпечення захисту столиці від ворогів. Активне будівництво припинилося. Вважається, що на деякий час шукуупські ахави потрапили в залежність від володарів Цу'со.

## Відродження
За період володарювання К'ак'-Їпях-Чан-К'авііля (749—763) вдалося частково подолати наслідки поразки і почати поновлювати вплив на сусідні царства. Це відбилося насамперед у нових монументальних забудовах. Символічним кроком, що свідчив про поновлення самостійності, було оновлення Ієрогліфічної драбини. В цей час налагоджуються союзницькі відносини з Баакульським царством.
Політика у перші 20 років наступного царя Яш-Пасах-Чан-Йо'паата (763-після 810) засвідчила майже повне відновлення політико-економічної потуги царства: разом із будівельними роботами проводилася успішна зовнішня політика. Водночас в цей час починається посилюватися вплив знаті, що наприкінці правління Яш-Пасах-Чан-Йо'паата позначилося на обмеженні його дій. Особливим впливом при дворі царя користувався ах-к'ухуун Мак'аб'-Чан.

## Занепад
Зрештою це призвело на початку 780-х років до втрати контролю Шукуупа над колись залежними царствами. Ці обставини змусили налагодити дружні стосунки з колишнім ворогом — царством Цу'со. Незважаючи на це Шукуупське царство вступає у кризу. Причини цьому поки що невідомі (версії коливаються від війн до зменшення місць для землеробства).
Аналіз поховань цього періоду свідчить, що недоїдання траплялося дедалі частіше, дитяча смертність різко зросла. Хвороби зачепили всі верстви суспільства, епідемії поширювалися навіть на тих, хто краще харчувався. Підношення в гробницях ставали дедалі скромнішими, а обслуговуванню церемоніальних споруд приділялося менше уваги.
Останнім відомим правителем царства був якийсь Укіт-Тоок. Про нього відомо замало: дата інтронізації 822 року, що зображена на вівтарі L. Проте володарювання його було доволі нетривалим, її кінець настав ще до того, як вдалося завершити вівтар. Сцена інавгурації повинна була бути тільки однією з чотирьох сторін завершеного каменю, ще на одній стороні різьбяр встиг намітити обриси фігур, але довести свою розпочату роботу до кінця він так і не зміг. Причини падіння царської влади невідомі. Після цього Шукуупська держава припинила своє існування.